# Braulio Musso
Braulio Enrique Musso Reyes (Limache, Valparaíso, Chile, 8 de marzo de 1930-Chile, 18 de junio de 2025)  fue un futbolista chileno de la década de los 50 y 60, que jugó durante toda su carrera en Universidad de Chile. 

## Biografía
Braulio Musso no solo era jugador del club Universidad de Chile, también en ese tiempo era funcionario del Banco Estado. Se consagró como el gran capitán del Ballet Azul, que durante la década de los 60 lideró el fútbol chileno ganando cinco campeonatos.
Tiene el mérito de ser uno de los jugadores con más partidos por Universidad de Chile, comandando a jugadores históricos del conjunto azul, como Carlos Campos, Leonel Sánchez y Luis Eyzaguirre.
El 18 de junio de 2025, Braulio Musso falleció a la edad de 95 años.

## Selección nacional
Defendió la camiseta nacional entre 1954 y 1962.

### Participaciones en Copas del Mundo
| Mundial                        | Sede  | Resultado    |
| ------------------------------ | ----- | ------------ |
| Copa Mundial de Fútbol de 1962 | Chile | Tercer lugar |

## Estadísticas
| Universidad de Chile · Chile                                                                                      | 1.ª           | 1951          | 16  | 5  | - | - | -  | - | 16  | 5  | 0,31 |
| Universidad de Chile · Chile                                                                                      | 1.ª           | 1952          | 25  | 6  | - | - | -  | - | 25  | 6  | 0,24 |
| Universidad de Chile · Chile                                                                                      | 1.ª           | 1953          | 22  | 10 | - | - | -  | - | 18  | 7  | 0,39 |
| Universidad de Chile · Chile                                                                                      | 1.ª           | 1954          | 30  | 11 | - | - | -  | - | 30  | 11 | 0,37 |
| Universidad de Chile · Chile                                                                                      | 1.ª           | 1955          | 26  | 16 | - | - | -  | - | 26  | 16 | 0,62 |
| Universidad de Chile · Chile                                                                                      | 1.ª           | 1956          | 25  | 1  | - | - | -  | - | 25  | 1  | 0,04 |
| Universidad de Chile · Chile                                                                                      | 1.ª           | 1957          | 26  | 8  | - | - | -  | - | 26  | 8  | 0,31 |
| Universidad de Chile · Chile                                                                                      | 1.ª           | 1958          | 23  | 7  | 2 | 0 | -  | - | 25  | 7  | 0,28 |
| Universidad de Chile · Chile                                                                                      | 1.ª           | 1959          | 27  | 3  | 6 | 0 | -  | - | 33  | 3  | 0,09 |
| Universidad de Chile · Chile                                                                                      | 1.ª           | 1960          | 25  | 1  | - | - | 1  | 0 | 26  | 1  | 0,04 |
| Universidad de Chile · Chile                                                                                      | 1.ª           | 1961          | 19  | 3  | - | - | -  | - | 19  | 3  | 0,16 |
| Universidad de Chile · Chile                                                                                      | 1.ª           | 1962          | 30  | 9  | - | - | -  | - | 30  | 9  | 0,30 |
| Universidad de Chile · Chile                                                                                      | 1.ª           | 1963          | 25  | 1  | - | - | 3  | 1 | 28  | 2  | 0,07 |
| Universidad de Chile · Chile                                                                                      | 1.ª           | 1964          | 19  | 1  | - | - | -  | - | 19  | 1  | 0,05 |
| Universidad de Chile · Chile                                                                                      | 1.ª           | 1965          | 15  | 0  | - | - | 2  | 0 | 17  | 0  | 0,00 |
| Universidad de Chile · Chile                                                                                      | 1.ª           | 1966          | 12  | 0  | - | - | 4  | 0 | 16  | 0  | 0,00 |
| Universidad de Chile · Chile                                                                                      | 1.ª           | 1967          | 3   | 0  | - | - | -  | - | 3   | 0  | 0,00 |
| Universidad de Chile · Chile                                                                                      | 1.ª           | 1968          | 0   | 0  | - | - | 4  | 0 | 4   | 0  | 0,00 |
| Universidad de Chile · Chile                                                                                      | Total club    | Total club    | 368 | 82 | 8 | 0 | 14 | 1 | 390 | 83 | 0,21 |
| Total carrera | Total carrera | Total carrera | 368 | 82 | 8 | 0 | 14 | 1 | 390 | 83 | 0,21 |
| (1) Incluye datos de la Copa Chile (1958-1959). (2) Incluye datos de la Copa Libertadores de América (1960-1968). |               |               |     |    |   |   |    |   |     |    |      |

## Palmarés

### Torneos nacionales
| Título           | Club                 | País  | Año  |
| ---------------- | -------------------- | ----- | ---- |
| Primera División | Universidad de Chile | Chile | 1959 |
| Primera División | Universidad de Chile | Chile | 1962 |
| Primera División | Universidad de Chile | Chile | 1964 |
| Primera División | Universidad de Chile | Chile | 1965 |
| Primera División | Universidad de Chile | Chile | 1967 |

### Torneos internacionales
| Título                       | Equipo             | Sede  | Año  |
| ---------------------------- | ------------------ | ----- | ---- |
| 3.er lugar Copa Mundial 1962 | Selección de Chile | Chile | 1962 |

### Distinciones individuales
| Distinción                                                                                     | Año  |
| ---------------------------------------------------------------------------------------------- | ---- |
| Mejor delantero derecho del fútbol chileno                                                     | 1955 |
| Mejor puntero derecho del fútbol chileno                                                       | 1959 |
| Mejor mediocampista del fútbol chileno                                                         | 1960 |
| Mejor puntero derecho del fútbol chileno                                                       | 1962 |
| "Plaqueta de Oro" en honor a su trayectoria en Universidad de Chile                            | 1969 |
| Homenaje por logro del 3.er lugar en la Copa Mundial de fútbol de 1962                         | 2012 |
| Incluido dentro de las 50 mejores figuras históricas de Universidad de Chile                   | 2016 |
| Incluido dentro de los 18 referentes históricos de Universidad de Chile                        | 2017 |
| Homenaje por logro del 3.er lugar en la Copa Mundial de fútbol de 1962 por Presidente de Chile | 2017 |
| Top 9.º Máximo goleador en la historia de Universidad de Chile                                 | 2017 |
| Premio "Leonel Sánchez"                                                                        | 2018 |
| Homenaje a la trayectoria por Universidad de Chile                                             | 2019 |